# Amerikaanse akita
De Amerikaanse akita is een hondenras.

## Geschiedenis
Het ras heeft dezelfde oorsprong als de Akita maar werd na de Tweede Wereldoorlog door fokkers in de Verenigde Staten naar eigen inzicht verder ontwikkeld. In 1999 is de Amerikaanse variant door de FCI onder de naam Great Japanese dog voorlopig erkend in rasgroep 2. In 2006 heeft de FCI de hond als American Akita definitief in rasgroep 5 ondergebracht.

## Uiterlijk
De American Akita is wat zwaarder en sterker  dan het Japanse origineel, maar heeft ongeveer dezelfde  hoogte van 71 cm. De kop is zwaar en krachtig, de oren staan rechtop, de staart is over de rug gekruld. De dikke stokharige vacht is iets korter dan die van de Japanner, en alle kleuren zijn toegestaan. Wel moeten verschillende kleurvlakken duidelijk van elkaar begrensd zijn. Ook een gestroomd patroon (brindle) is mogelijk. De dikke vacht behoeft regelmatige verzorging.

## Gezondheid
De American Akita is gevoelig voor heupdysplasie. Fokdieren moeten hierop worden getest.